# 莫恭明
莫恭明（1962年9月—）。男，汉族，广西岑溪人，中华人民共和国政治人物。毕业于广西大学、新加坡南洋理工大学公共管理专业。

## 生平
1983年7月参加工作。1988年11月加入中国共产党。
2013年2月，任广西壮族自治区人民政府秘书长。2013年，当选第十二届全国人民代表大会广西地区代表。2017年3月，任中共玉林市委书记。2017年6月，任中共广西壮族自治区党委常委。
2018年1月，任中共重庆市委常委、万州区委书记。2018年2月24日，当选为第十三届全国人大代表。
2022年1月，当选为重庆市人大常委会副主任。